# 黄斑胺
黄斑胺（英語：Xanthodermin）是一种有机化合物，化学式C11H15N3O4，可见于Agaricus xanthodermus、Lichina pygmaea等物种。